# Тільман Сузато
Тільман Сузато (нід. Tielman Susato, також Thielman, Tylman, Thylman, Tilman або Thilman, близько 1510/1515 — після 1570) — фламандський композитор, інструменталіст і нотний видавець епохи Ренесансу.

## Біографія
Народився, певно, у вестфальському місті Зост (нім. Soest), з чим і пов'язано ім'я «Susato». З 19 років мешкав в Антверпені, де служив музичним переписувачем-каліграфом в головному соборі міста, а в 1531-1549 роках — трубачем капели собору, а також міським шпільманом. У 1530-х роках одружився з Елізабет Пельц, у них було троє дітей — Клара, Якоб і Катаріна. У 1542 році, разом з друкарем ван Віссенакеном і книгопродавцем тер Брюггеном, Сузато заснував першу нідерландську нотну друкарню, одноосібним власником якої він став уже за рік. У 1551 році він відкрив при ній спеціальну крамницю музичних інструментів та нот. У 1555 році Сузато познайомився з Орландо ді Лассо, який у цей час жив в Антверпені. Разом вони в тому ж році опублікували велику збірку творів Ласо (так званий «opus 1») з італійськими мадригалами і віланесками, французькими шансонами і латинськими мотетами. У 1561 році справа Сузато перейшла до сина — композитора Якоба, і про подальшу її життя відомостей дуже мало.
Відомо, що в 1550-х роках, крім музичної та комерційної діяльності в Антверпені, Сузато придбав майно у Північній Голландії, де не раніше 6 вересня 1561 він був обраний на високі державні посади в Петтені. В Алкмаарі 6 серпня 1564 року було складено заповіт Тільмана Сузато і його дружини, Елізабет Пельц, в будинку зятя, Арнольда Розенберга (чоловіка дочки Сузато Клари). Син Якоб, продовжувач друкарської справи композитора, помер в Антверпені в листопаді 1564 року. Дружина композитора померла в період між 6 листопада і 24 грудня 1564 року в Алкмаарі.
Відомо, що в 1565—1570 роках Тільман Сузато брав участь у дипломатичних справах свого зятя, Арнольда Розенберга, пов'язаного з королівським будинком Швеції. Після згадок про Сузато в Стокгольмі в документах грудня 1569 і червня 1570 року відомостей про композитора не зберіглося.

## Видавнича справа
Тільман Сузато надрукував твори понад 90 авторів, головним чином представників нідерландської композиторської школи XVI століття. Крім цього Сузато відомий як перший видавець творів Орландо ді Лассо. Він публікував і свою музику, тим самим забезпечивши собі славу талановитого композитора, а своїм творам — популярність і довге життя (вони виконуються і записуються і сьогодні).
Друкарня Сузато видала 31 видання релігійної та 26 видань світської музики, що включали ряд його власних творів. Діяльність Сузато сприяла поширенню впливу нідерландської поліфонії і дала багатий матеріал для історіографії європейської музичної культури.

## Твори
Велика частина творів Сузато виконана в традиціях строгого стилю. Серед написаного і виданого Сузато:
- Меса,
- Сім мотетів для двох, чотирьох, п'яти і шести голосів,
- Шести- і чотириголосні псалми,
- Дев'яносто шансонів,
- 58 чотириголосних танців і інше